# Troika (album)
Pour les articles homonymes, voir Troïka.
Troika: Russia’s westerly poetry in three orchestral song cycles est un album, paru en 2011, de chants classiques contemporains interprétés par la soprano Julia Kogan, qui est également la conceptrice de ce projet. Elle est accompagnée par le St. Petersburg Chamber Philharmonic dirigé par Jeffery Meyer. Les poèmes en russe, anglais et français de cinq auteurs classiques russes : Joseph Brodsky, Mikhaïl Lermontov, Vladimir Nabokov, Alexandre Pouchkine et Fiodor Tiouttchev ont donné naissance aux chants de cet album. Huit compositeurs contemporains français, russes et américains en ont écrit la musique : Isabelle Aboulker, Ivan Barbotin, Eskender Bekmambetov, Jay Greenberg, James DeMars, Andrey Rubtsov, Michael Schelle et Lev Zhurbin.
L’album se compose comme un triptyque : le premier cycle de chants « there… » rassemble les poèmes de Joseph Brodsky dans leur version russe et dans leur traduction, réalisée par l’auteur lui-même ; le deuxième cycle « Sing, Poetry » propose les versions russes et anglaises (la traduction est également de l’auteur lui-même) de poèmes de Vladimir Nabokov, et le dernier volet, « Caprice étrange », comporte des poèmes en français de Mikhaïl Lermontov, Alexandre Pouchkine et Fiodor Tiouttchev. Ces trois cycles de chants ont un point commun : ils ont été créés à partir d’une poésie qui reflète la volonté active d’intégration linguistique de ses auteurs dans la culture occidentale.

## Structure de l’album

### “there…” (2006)
« there… » rassemble cinq poèmes de Joseph Brodsky que l’auteur a écrits en russe puis qu’il a lui-même traduits en anglais : “Пятая годовщина” / “The Fifth anniversary” (extrait), “Английские каменные деревни” / “Stone Villages”, “То не Муза воды набирает в рот” / “Folk Tune” (extrait), “Колыбельная” / “Lullaby” (extrait) et “Новый Жюль Верн” / “The New Jules Verne” (partie IX). Les versions russe et anglaise de chaque poème ont été mises en musique par Eskender Bekmambetov. Pour les quatre premiers poèmes, les textes anglais et russes s’entremêlent pour former un seul chant. La première de « there …» a eu lieu le 14 juin 2007 au Slobodkin Concert Hall de Moscou. Lors de la première américaine au Carnegie Hall’s Weill Hall avec le Chamber Orchestra Kremlin, le New York Times a rapporté : « L’œuvre est une sorte de pièce de théâtre musicale où se tissent des toiles lyriques et orchestrales. Elle évoque, par moments, un parfum de Chostakovitch, de Piazzolla et de Weill. »    À la suite d’un concert à the Library of Congress, le Washington Post a décrit « there… » comme « une construction qui passe constamment de la mélodie russe terre-à-terre à l’americana populaire puis à toutes sortes de parodies ironiques de danses, du ragtime au tango. »  

### “Sing, Poetry” (2009)
Ce cycle propose les trois poèmes écrits par Vladimir Nabokov dans sa jeunesse et les traductions en anglais qu’il en a faites vers la fin de sa vie. Les versions russe et anglaise de chaque poème ont été mises en musiques par des compositeurs russes et américains différents ; respectivement : “Дождь пролетел” / “The Rain Has Flown” par Lev Zhurbin et Michael Schelle; “Еще безмолвствую” / “I Still Keep Mute” par Andrey Rubtsov et Jay Greenberg; et “Прованс” / “Provence” par Ivan Barbotin et James DeMars. Le titre du cycle rappelle celui de l’autobiographie de Nabokov : « Speak, Memory ». La première de « Sing, Poetry » a eu lieu le 25 décembre 2009 au Glinka Hall de Saint Petersburg.   

### “Caprice étrange” (2008)
Isabelle Aboulker est la compositrice de ce dernier cycle qui rassemble quatre poèmes écrits en français par trois grands poètes de l’ « âge d’or » de la poésie russe : Aleksandr Pouchkine, Mikhail Lermontov et Fiodor Tyutchev. De Pouchkine, on peut entendre « Mon Portrait » (1814) et « Couplets » (ce poème s’intitule « Jusqu’au plaisir de nous revoir » sur l’album, il a été nommé ainsi d’après le vers final de chacun des couplets) ; de Lermontov « Quand je te vois sourire… » (1830 ou 1831) et de Tyutchev « Nous avons pu tous deux… ». Le titre du cycle est tiré du texte de Lermontov. La première de « Caprice étrange » a eu lieu le 25 décembre 2009 au Glinka Hall de Saint Petersburg.

## Critiques
L’album est sorti en France le 8 décembre 2011.  Il a été présenté par Radio France  et il a été salué pour son « charme irrésistible », « la musicalité de son chant », et « l’originalité et la qualité de la réalisation »  ainsi que pour «  la voix magique de Julia Kogan » sur ce « très luxueux album ».